# نظام المعلومات بالأشعة
نظام المعلومات بالأشعة (RIS) هو عبارة عن قاعدة بياناتحاسوبية يتم استخدامها من قبل أقسامالأشعة في المستشفيات وذلك لتخزين البيانات الخاصة بأشعة المريض وصور هذه الأشعة ومعالجتها وتوزيعها. ويتكون هذا النظام بشكل عام من عملية متابعة المريض وعملية الجدولة للأوقات وإعداد تقرير بالنتائج وإمكانات متابعة الصورة الإشعاعية. كما أن نظام المعلومات بالأشعة يعد نظامًا مكملاً HIS (نظام معلومات المستشفى) ويمثل هذا النظام ضرورة هامة لاستكمال العمل بشكل فعال في ممارسات استخدام الأشعة.

## الميزات الأساسية
يقوم في الغالب نظام المعلومات بالأشعة بتوفير المميزات التالية::
- تسجيل المريض وجدولة أوقات إجراء الأشعة له
- إدارة قائمة المريض
- واجهة الطريقة عبر قائمة العمل
- إدارة سير العمل بقسم الأشعة
- طلب الوثائق والمسح الضوئي لها
- إدخال النتائج
- إعداد التقارير والمطبوعات
- تسليم النتائج بما فيها التسليم عبر الفاكس والبريد الإلكتروني لكل التقارير الطبية
- متابعة المريض
- الوثائق التفاعلية
- إنشاء الملفات الفنية
- إدارة المواد والقيود.

## ميزات إضافية
بالإضافة إلى ما سبق فإن نظام المعلومات بالأشعة يقوم بدعم الآتي:
- تعيين الحجوزات
- سير العمل بنظام أرشفة الصور والاتصال
- إنشاء تقرير مخصص
- المستوى الصحي السابع يرتبط PACS كما يسمح المستوى الصحي السابع بالتواصل بين نظام معلومات المستشفى ونظام المعلومات بالأشعة بالإضافة إلى نظام معلومات الأشعة مع نظام أرشفة الصور والاتصال.
- إعداد الفواتير
- محركات القاعدة